# 지계순 (배우)
지계순(池季順, 1918년 7월 3일 ~ 1990년 6월 16일)은 대한민국의 배우 겸 연극인이자 영화인이었다.

## 생애
함경남도 함흥에서 연극배우 지두한(친정아버지)의 슬하 1남 4녀 중 3녀(셋째딸)로 출생하여 지난날 한때 충청북도 충주에서 잠시 유아기를 보낸 적이 있으며 그 후 경성부에서 성장하였는데 그녀의 아버지 지두한 선생을 주요 중심으로써 1916년 조직되어 13년간 신파극을 이끌어오던 취성좌가 1929년 12월에 해산되고, 그 주축 인물들이 모여 〈조선연극사〉를 창단하는데, 〈조선연극사〉는 독창, 촌극, 합창 등 다채로운 레파토리를 상연하던 극단으로 유명하였으며 지계순 그녀는 1931년 연극배우 첫 데뷔하였고 지계순 3자매는 1936년 극단(조선연극사)이 해산할 때까지 이 극단에서 몸담았다. 자매는 인기 덕에 《모던 판매술》(지계순 노래), 《청춘 문답》(첫째언니 지최순 노래), 《결혼 도피》(둘째언니 지경순 노래) 등의 콩트 음반을 녹음하기도 하고, 실제 자매가 동시에 한 라디오 드라마에 자매 역으로 캐스팅되기도 하였다. 1936년 조선연극사가 해산되고 나서는 《동양극장》에 입단하여 활동하다가, 1939년 〈고려영화협회〉가 조직한 극단인 〈고협〉으로 자리를 옮겨 영화와 연극 활동을 병행하며, 1940년에는 국민정부 시대 중화민국 대륙 본토 허베이 성 베이핑(북경), 톈진(천진)으로 연극 공연을 떠나기도 한다. 그 후 1945년 일제 강점기 조선국 경성부(서울)에서 8·15(광복)를 목도하였으며 1950년 한국 전쟁 때 부군(夫君)을 북괴군의 손에 잃는 슬픔을 겪었고 그 이후, 1954년 전창근, 최남현 등이 주요적으로 주축이 된 극단 〈민예〉에 몸담고 1955년 연극 《백치 아다다》, 1956년 영화 《백치 아다다》에 출연하였다. 그 이후 1988년 영화 《벽속의 부인》에 이르기까지 다수의 영화에서 조연 및 단역을 하는 한편, 연극 무대에도 계속 머물며 1969년 연극 《석가》에서의 호연으로써 호평을 받기도 한다. 자녀가 없었던 그녀는 250여편의 영화에 출연하기도 하였으며 1990년 6월 16일 향년 73세로 하세하였다.

## 학력
- 경성효창소학교 졸업

## 출연작

### 연극
- 1955년 《백치 아다다》
- 1969년 《석가》
- 1980년 《봄봄봄 밤밤밤》

### 영화
- 1956년 《백치 아다다》
- 1960년 《애수에 젖은 토요일》
- 1961년 《사랑방 손님과 어머니》
- 1961년 《일편단심》
- 1962년 《성웅 이순신》
- 1967년 《막차로 온 손님들》
- 1968년 《울고 넘는 박달재》
- 1969년 《사나이 유디티》
- 1970년 《비운의 왕비》
- 1970년 《탑골 아씨》
- 1973년 《또순이와 갑순이》
- 1974년 《회상》
- 1984년 《고래사냥》
- 1988년 《벽속의 부인》
- 1989년 《새벽을 깨우리로다》

### 드라마
- 1967년 KBS 대하드라마 《수양대군》
- 1974년 TBC 대하드라마 《북간도》
- 1980년 MBC 농촌드라마 《전원일기》 ... 각종 단역
- 1980년 KBS 주간드라마 《TV 문학관》
- 1982년 MBC 특집드라마 《공주갑부 김갑순》
- 1983년 MBC 주간드라마 《베스트 셀러 극장》

## 제작 작품

### 영화 소품 감독
- 1973년 영화 《또순이와 갑순이》
- 1974년 영화 《회상》